# Уилиям Макдоналд
Уилиям Макдоналд (на английски: William MacDonald) е американски теолог и преподавател, президент на Библейския колеж „Емаус“ в Айова, и писател на произведения в жанра книги за самопомощ и християнска вяра.

## Биография и творчество
Уилиям Макдоналд е роден на 7 януари 1917 г. в Лиоминстър, Масачузетс, САЩ. През 1922 г. в Западните Хебриди боледува от дифтерия. Когато е 6-годишен семейството му се премества в Сторноуей, Шотландия, а по-късно се премества обратно в Масачузетс.
Завършва през 1938 г. с бакалавърска степен по изкуства от университета „Тъфтс“ и получава магистарска степен по специалност Бизнес администрация от Харвардския университет през 1940 г. След дипломирането си, до 1942 г. работи в Първа национална бостънска банка. От 1942 до 1946 г. служи в Военноморските сили на САЩ. После работи в Библейския колеж „Емаус“, като от 1959 до 1965 г. е директор на училището.
След 1965 г. продължава да се занимава с различни християнски обучителни програми. В периода 1965 – 1972 г. ръководи институция за преподаването на Библията в САЩ, Европа и Азия, а в периода 1973 – 1996 г. е лектор във факултета на програмата за обучение Сан Леандро, Калифорния.
Автор е на 84 книги за християнството и вярата, чест от които са преведени и на много други езици.
Уилиям Макдоналд умира от бъбречна недостатъчност и усложнения от скорошна операция на 25 декември 2007 г. в Сан Леандро, САЩ.

## Произведения
частично представяне
- The Good News (1954)
- Christ Loved The Church (1956)
Христос и църквата, изд. „Верен“ (1993), прев. Екатерина Абаджиева
- Hebrews: From Shadow to Substance (1957)
- True Discipleship (1962, 1975)
Истинско следване на Христос, изд. „Верен“ (2000), прев. Ясен Дамянов, Красимира Ненова
- One Day At A Time (1985, 1998)
Светлина по пътя, изд. „Верен“ (2007), прев. Юлиана Балканджиева
- Believer's Bible Commentary (1989)
Коментар на Новия Завет: т. 1 – 3, изд. „Верен“ (1993 – 1997), прев. Екатерина Абаджиева
Коментар на Стария завет: т. 1 – 3, изд. „Верен“ (2007), прев. Момчил Петров, Красимира Ненова
- Does it pay to pray? (1989) – с Карл Нот
Молитва и ежедневие, изд. „Верен“ (2014), прев. Момчил Петров
- The Epistle to the Hebrews: From Ritual to Reality (?)
- 1 Peter: Faith Tested, Future Triumphant (?)
- Ephesians: The Mystery of the Church (?)
- The Grace of God in Salvation (1993)
Божията благодат, изд. „Верен“ (1994), прев. Екатерина Абаджиева
- That's a Good Question (1995)
Това е въпросът, изд. „Верен“ (2003), прев. Юлиана Балканджиева
- Be Holy: The Forgotten Command (1996)
Забравената заповед: „Бъдете свети!“, изд. „Верен“ (1993), прев. Екатерина Абаджиева
- Here's the Difference; Bringing important biblical distinctions into focus (1997)
Разлики, изд. „Верен“ (1997), прев. Мария Димитрова, Красимира Ненова
- Once in Christ in Christ Forever (1997)
Веднъж се живее, изд. „Верен“ (2019), прев. Момчил Петров
- My Heart, My Life, My All (2001)
- The Disciple's Manual (2004)